# Compasso proporzionale
(Galileo Galilei, Le operazioni del compasso geometrico et militare (1606)

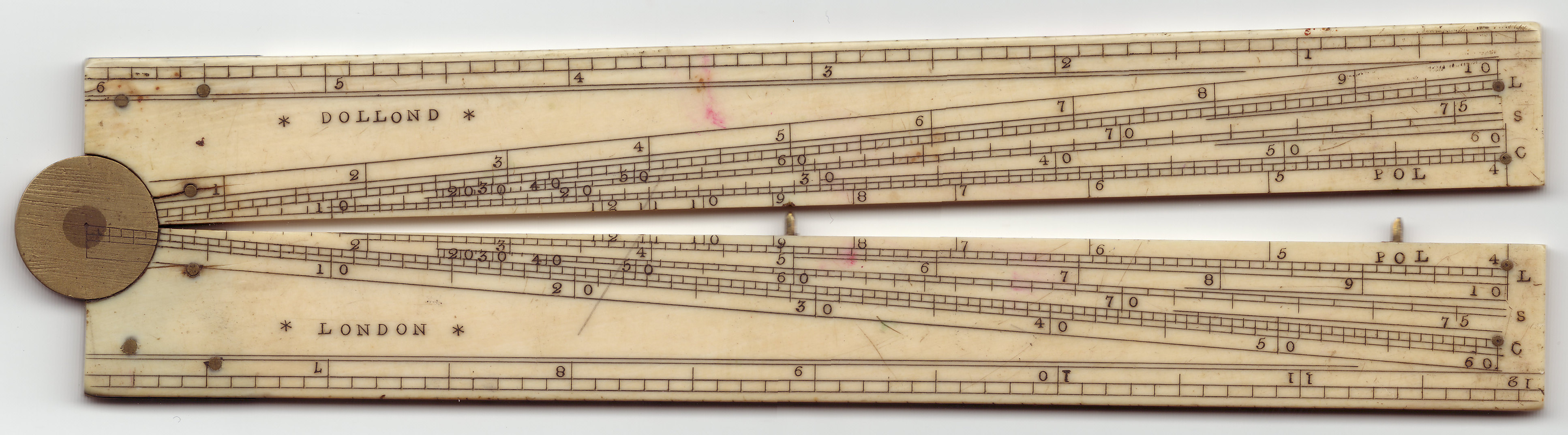
Compasso proporzionale

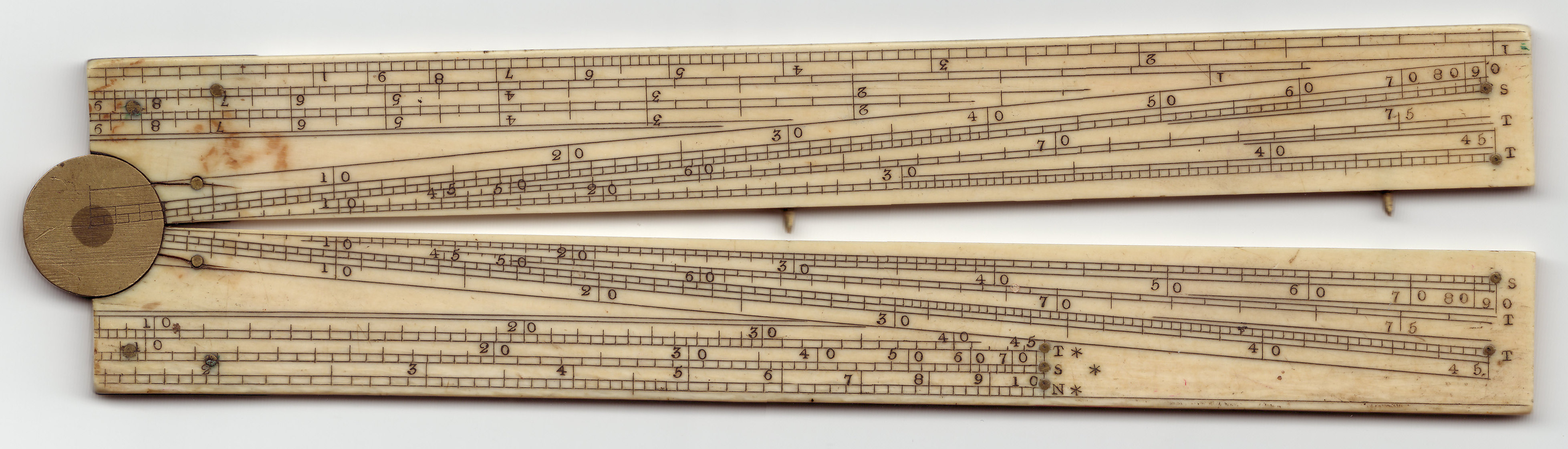
L'altra faccia

Il compasso proporzionale o di proporzione è stato un importante strumento utilizzato dalla fine del XVI secolo sino al XIX che può essere considerato  «... il primo vero strumento di calcolo della storia dell'umanità, dall'apparenza semplice, e tuttavia in grado di eseguire operazioni matematiche e geometriche complesse»

## Il compasso geometrico militare di Galilei

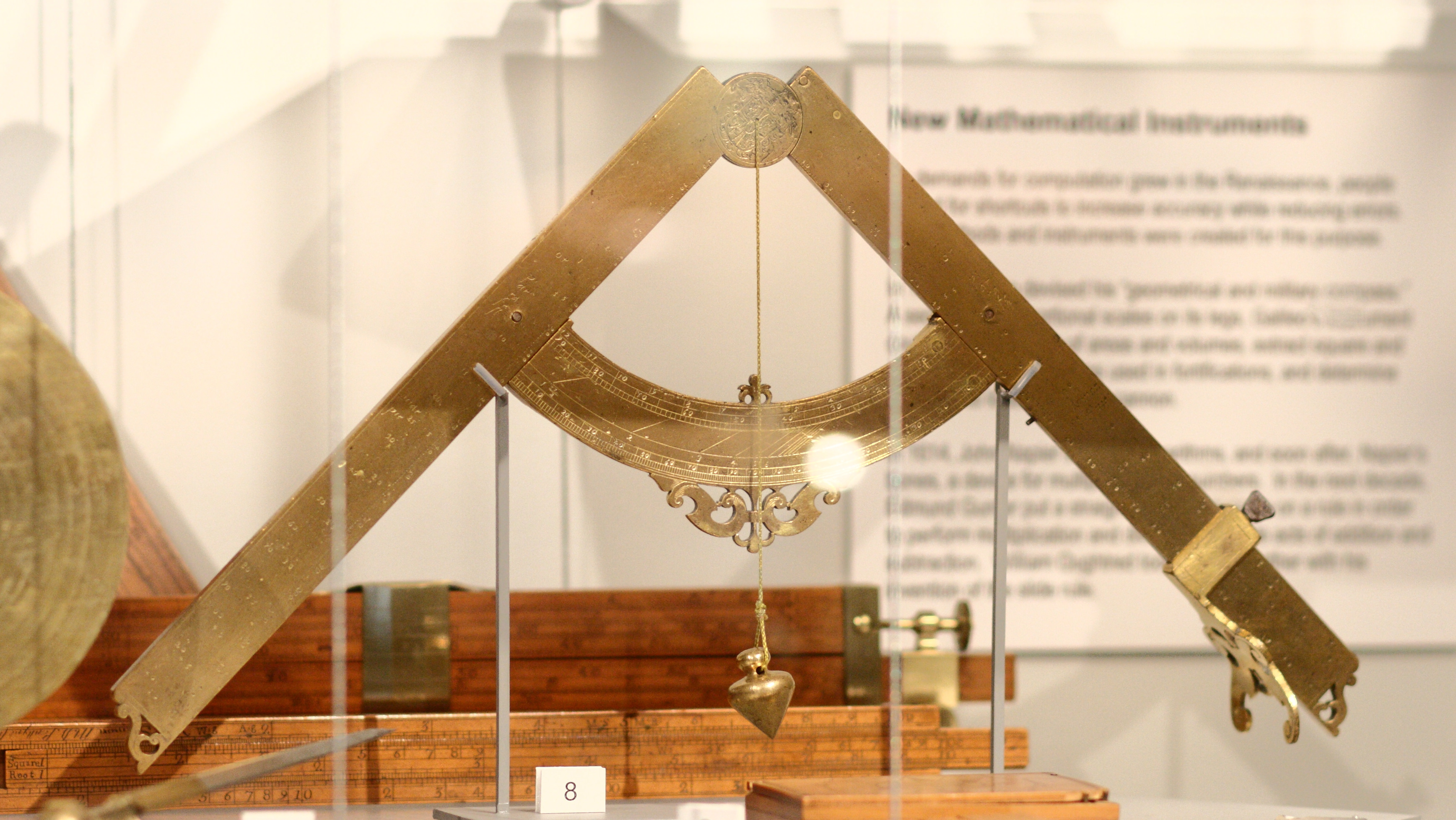
Compasso geometrico militare di Galilei

Galilei descrisse lo strumento, da lui progettato e fatto costruire intorno al 1597 dal suo operaio Marcantonio Mazzoleni, nell'opuscolo Le operazioni del compasso geometrico et militare, pubblicato a Padova nel 1606 e dedicato a Cosimo II.
Il compasso geometrico militare, come lo chiamò Galilei, permetteva di compiere in modo più rapido e semplice complesse operazioni matematiche e geometriche per usi civili e militari. Col suo compasso si misuravano distanze, altezze, profondità e pendenze; si calcolava la balistica dei tiri d'artiglieria; si poteva ridisegnare una mappa con una scala diversa; si calcolavano cambi di monete e interessi.
Lo strumento, a metà tra il goniometro e il regolo calcolatore consiste di due righelli di uguale lunghezza uniti su un disco (nocella) come cerniera che ne permette l'apertura a compasso. Sui due righelli sono riportate sette scale proporzionali (aritmetiche, geometriche, stereometriche, tetragoniche, poligrafiche, scala dei metalli e linee aggiunte) e un arco di cerchio graduato munito di scala dei gradi, scala delle pendenze e quadrato delle ombre. Lo strumento si fondava teoreticamente sulla proporzionalità tra i lati omologhi di due triangoli dimostrata da Euclide.

## L'accusa di plagio
Il compasso ebbe subito successo e giunsero numerose richieste a Galilei che, per alleviare le ristrettezze economiche che lo affliggevano, per venderlo incominciò a produrlo in serie attrezzando un laboratorio tecnico nella sua stessa casa a Padova, dove per incrementare il suo stipendio di professore, dava ripetizioni e teneva a pensione un certo numero di studenti.
Tra questi il milanese Baldassarre Capra (ca 1580 - 1626), allievo di Simon Mayr, che nel suo scritto Usus et fabrica circini cuiusdam proportionis, lo accusò di aver plagiato una sua precedente invenzione.  Il 9 aprile 1607 Galileo ribaltò le accuse del Capra, ottenendone la condanna dai Riformatori dello Studio padovano e pubblicò a sua volta una Difesa contro alle calunnie et imposture di Baldassar Capra.

## Il compasso proporzionale a otto punte di Mordente

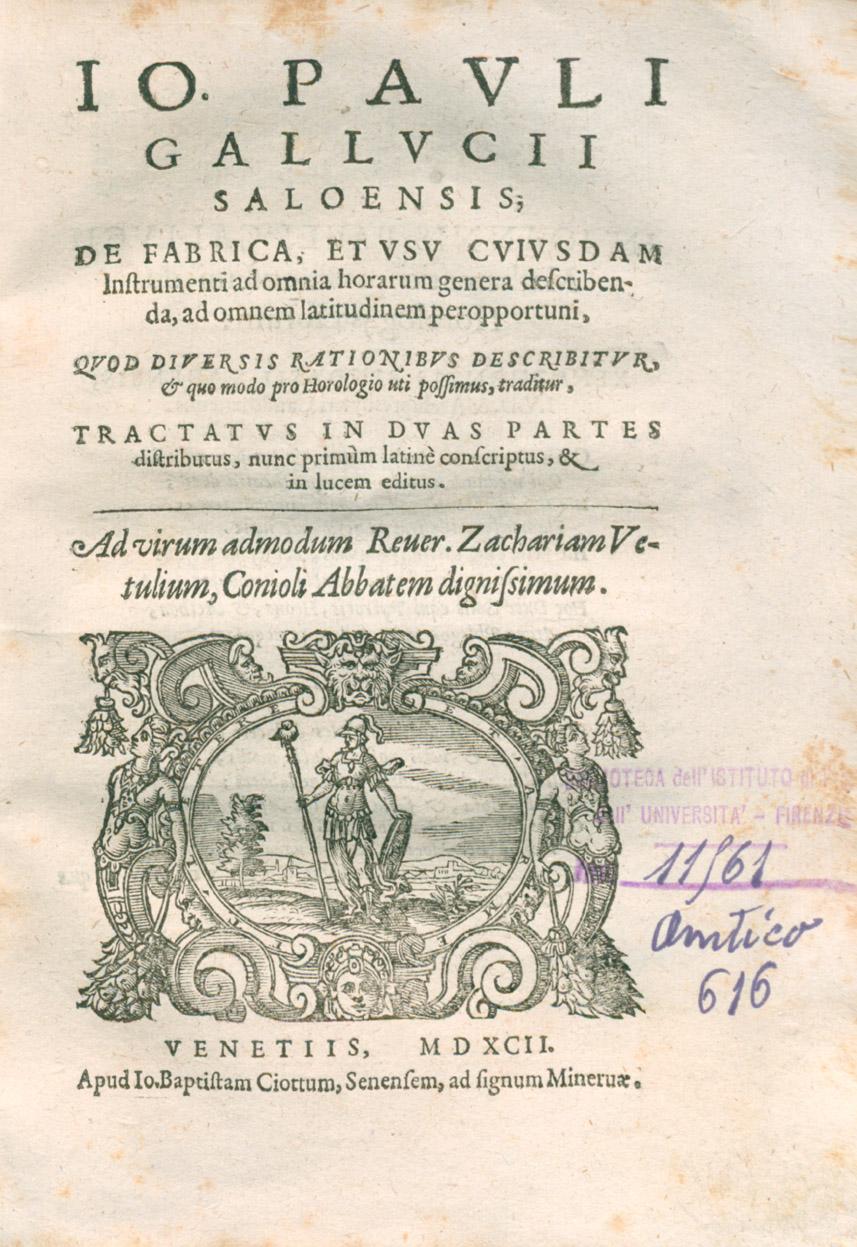
De fabrica et usu cuiusdam instrumenti ad omnia horarum genera describenda del 1592, nel quale Giovanni Paolo Gallucci è tra i primi a descrivere il compasso proporzionale.

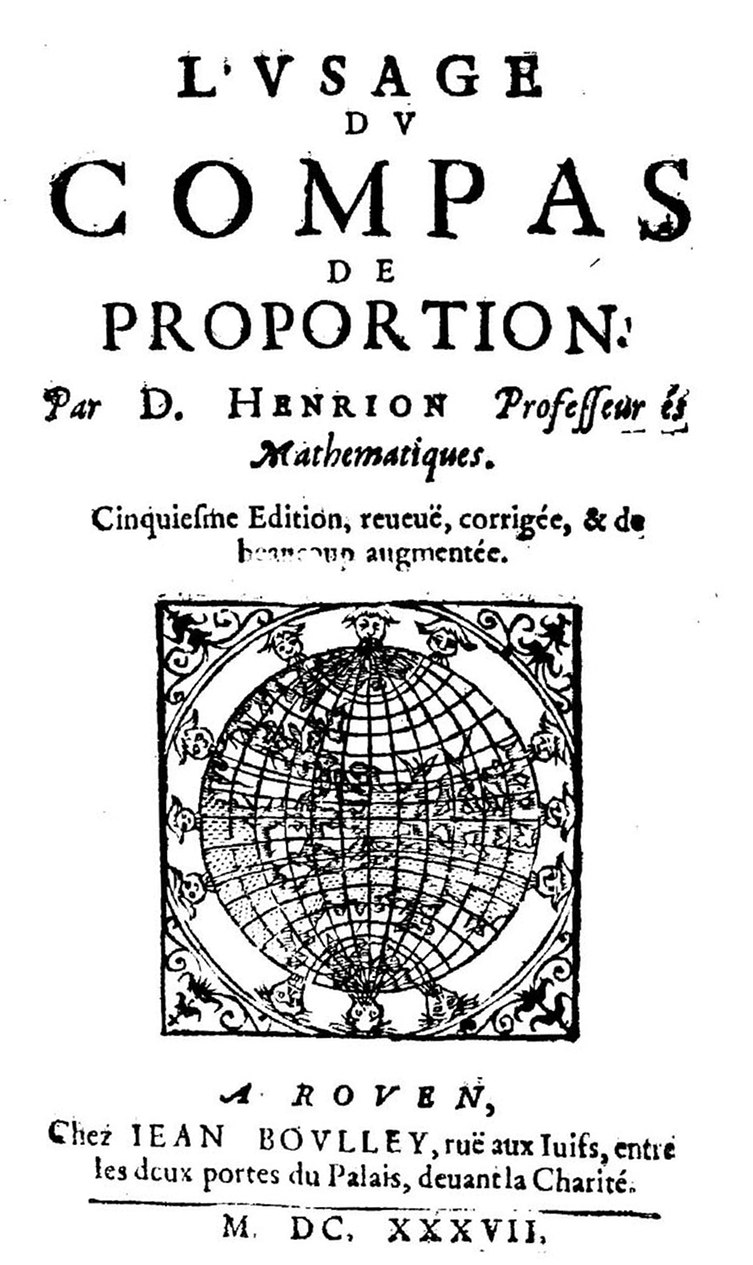
Clément Cyriaque de Mangin, Usage du compas de proportion, 1637

Uno strumento di misura precedente a quello galileiano, dal nome simile ma con funzioni diverse è attribuito a Fabrizio Mordente (Salerno, 1532 – 1608) da lui chiamato "compasso proporzionale a otto punte" dotato, sui due bracci, di cursori atti a risolvere il problema della misurazione della circonferenza, dell'area del cerchio e delle frazioni d'angolo.
Mordente pubblicò nel 1567 a Venezia un suo trattato sullo strumento, composto di un unico ampio foglio illustrato.
L'invenzione fu apprezzata ed elogiata da Giordano Bruno poiché gli permetteva di confutare l'ipotesi aristotelica dell'incommensurabilità degli infinitesimi, confermando così l'esistenza del "minimo", base della sua teoria atomistica. Bruno pubblicò così, quell'anno stesso, i dialoghi Mordentius e De Mordentii circino, elogiando l'inventore ma rivolgendogli anche alcune critiche, che causarono le proteste del matematico alle quali il filosofo rispose con le violente satire dell’Idiota triumphans e del De somnii interpretatione. Questi attacchi reciproci sfociarono in un’insanabile rottura che portò Mordente, come ci è noto da cronache contemporanee, a girare tutte le librerie di Parigi per comprare l’opera di Bruno e darla al fuoco. Presso la Biblioteca nazionale è conservata l’unica copia in Italia de Il compasso del signor Fabritio Mordente. Con altri istromenti mathematici… (Anversa, 1584) del Mordente, insieme ad altre sue rarissime opere.
Nel XVII e XVIII secolo il compasso proporzionale fu oggetto di numerosi studi fra cui quelli di Paolo Casati (1617-1707), Giovanni Pagnini, Nicolas Bion (1652-1733), Giovanni Marchelli (1713-1764).